# Futbol'nyj Klub Zorja Luhans'k 2014-2015
Questa voce raccoglie le informazioni riguardanti il Futbol'nyj Klub Zorja Luhans'k nelle competizioni ufficiali della stagione 2014-2015.

## Stagione
Nella stagione 2014-2015 il FK Zorja Luhans'k ha disputato la Prem"jer-liha, massima serie del campionato ucraino di calcio, terminando la stagione al quarto posto con 45 punti conquistati in 30 giornate, frutto di 13 vittorie, 6 pareggi e 7 sconfitte, guadagnando l'accesso al terzo turno preliminare della UEFA Europa League 2015-2016. Nella Coppa d'Ucraina è sceso in campo a partire dai sedicesimi di finale: dopo aver eliminato prima il Kremin Kremenčuk e poi l'Oleksandrija, ha raggiunto i quarti di finale dove è stato eliminato dalla Dinamo Kiev, perdendo sia l'andata sia il ritorno. All'esordio in UEFA Europa League e quarant'anni dopo l'ultima comparsa in una competizione UEFA, lo Zorja è sceso in campo dal secondo turno preliminare: dopo aver eliminato prima gli albanesi del Laçi, ha eliminato i norvegesi del Molde, per poi essere estromesso dalla competizione dagli olandesi del Feyenoord.

## Rosa
| N. |                    | Ruolo | Calciatore          |
| -- | ------------------ | ----- | ------------------- |
| 1  | Croazia (bandiera) | P     | Krševan Santini     |
| 3  | Ucraina (bandiera) | D     | Mychajlo Pysko      |
| 4  | Ucraina (bandiera) | C     | Ihor Čajkovs'kyj    |
| 6  | Ucraina (bandiera) | C     | Mykyta Kamenjuka    |
| 7  | Ucraina (bandiera) | C     | Pavlo Chudzik       |
| 8  | Ucraina (bandiera) | C     | Maksym Malyšev      |
| 9  | Togo (bandiera)    | C     | Prince Segbefia     |
| 10 | Georgia (bandiera) | A     | Jaba Lipartia       |
| 12 | Ucraina (bandiera) | P     | Rustam Chudžamov    |
| 15 | Ucraina (bandiera) | D     | Vitalij Vernydub    |
| 16 | Ucraina (bandiera) | D     | Hryhorij Jarmaš     |
| 17 | Serbia (bandiera)  | D     | Nikola Ignjatijević |
| 18 | Ucraina (bandiera) | C     | Ruslan Malinovs'kyj |
| 20 | Ucraina (bandiera) | C     | Oleksandr Karavajev |
| 21 | Ucraina (bandiera) | D     | Jevhen Opanasenko   |
| 22 | Serbia (bandiera)  | C     | Željko Ljubenović   |

| N. |                           | Ruolo | Calciatore            |
| -- | ------------------------- | ----- | --------------------- |
| 25 | Ucraina (bandiera)        | D     | Maksym Ihorovyč Bilyj |
| 28 | Ucraina (bandiera)        | A     | Pylyp Budkivs'kyj     |
| 29 | Ucraina (bandiera)        | C     | Andrij Totovyc'kyj    |
| 30 | Ucraina (bandiera)        | P     | Mykyta Ševčenko       |
| 34 | Ucraina (bandiera)        | C     | Ivan Petrjak          |
| 35 | Ucraina (bandiera)        | C     | Oleksandr Hricaj      |
| 36 | Ucraina (bandiera)        | P     | Andrij Poltavcev      |
| 37 | Ucraina (bandiera)        | C     | Dmytro Chomčenovs'kyj |
| 45 | Ucraina (bandiera)        | D     | Artem Hordijenko      |
| 48 | Ucraina (bandiera)        | C     | Maksym Banasevyč      |
| 49 | Ucraina (bandiera)        | A     | Dmytro Lukanov        |
| 57 | Ucraina (bandiera)        | C     | Oleh Borodaj          |
| 77 | Ucraina (bandiera)        | A     | Vitalij Kvašuk        |
| 91 | Ucraina (bandiera)        | P     | Ihor Levčenko         |
| 99 | Ucraina (bandiera)        | D     | Andrij Pyljavs'kyj    |
|    | Costa d'Avorio (bandiera) | A     | Yannick Boli          |

## Risultati

### UEFA Europa League

#### Secondo turno preliminare
| Arbitro: | Peter Kralović |

|  |           |                                          |
|  | Marcatori | 23’ (aut.) Sheta 47’ Ljubenović 75’ Boli |

| Arbitro: | Stavros Tritsonis |

|                                  |           |            |
| Ignjatijević 74’ Budkivs'kyj 87’ | Marcatori | 85’ Nimani |

#### Terzo turno preliminare
| Arbitro: | Harald Lechner |

|               |           |              |
| Kamenjuka 62’ | Marcatori | 89’ Svendsen |

| Arbitro: | Steven McLean |

|                 |           |                                |
| Gulbrandsen 43’ | Marcatori | 2’ Kamenjuka 89’ (aut.) Forren |

#### Play-off
| Arbitro: | Paweł Gil |

|           |           |              |
| Bilij 27’ | Marcatori | 38’ te Vrede |

| Arbitro: | Kenn Hansen |

|                                                      |           |                                 |
| te Vrede 18’ Schaken 26’ Bilyj 48’ (aut.) Manu 90+2’ | Marcatori | 56’, 80’ Malinovs'kyj 71’ Bilij |

## Statistiche

### Statistiche di squadra
| Competizione       | Punti | In casa | In casa | In casa | In casa | In casa | In casa | In trasferta | In trasferta | In trasferta | In trasferta | In trasferta | In trasferta | Totale | Totale | Totale | Totale | Totale | Totale | DR  |
| Competizione       | Punti | G       | V       | N       | P       | Gf      | Gs      | G            | V            | N            | P            | Gf           | Gs           | G      | V      | N      | P      | Gf     | Gs     | DR  |
| ------------------ | ----- | ------- | ------- | ------- | ------- | ------- | ------- | ------------ | ------------ | ------------ | ------------ | ------------ | ------------ | ------ | ------ | ------ | ------ | ------ | ------ | --- |
| Prem"jer-liha      | 45    | 13      | 7       | 3       | 3       | 25      | 17      | 13           | 6            | 3            | 4            | 15           | 14           | 26     | 13     | 6      | 7      | 40     | 31     | +9  |
| Kubok Ukraïny      | -     | 2       | 0       | 1       | 1       | 2       | 3       | 3            | 2            | 0            | 1            | 3            | 2            | 5      | 2      | 1      | 2      | 5      | 5      | 0   |
| UEFA Europa League | -     | 3       | 1       | 2       | 0       | 4       | 3       | 3            | 2            | 0            | 1            | 8            | 5            | 6      | 3      | 2      | 1      | 12     | 8      | +4  |
| Totale             | -     | 18      | 8       | 6       | 4       | 31      | 23      | 19           | 10           | 3            | 6            | 26           | 21           | 37     | 18     | 9      | 10     | 57     | 44     | +13 |